# Taglio di Po
Taglio di Po (velenceiül Tajo de Po) település Olaszországban, Veneto régióban, Rovigo megyében. Lakosainak száma 7914 fő (2023. január 1.). Taglio di Po Adria, Ariano nel Polesine, Loreo, Porto Tolle, Porto Viro és Corbola községekkel határos.

## Népesség
A település lakossága az elmúlt években az alábbi módon változott:
| Lakosok száma | 8338 | 8271 | 7914 |
|               | 2017 | 2018 | 2023 |